# Rad am Ring 2016
La Rad am Ring 2016, prima edizione della corsa, valevole come evento dell'UCI Europe Tour 2016 categoria 1.1, si svolse il 31 luglio 2016 su un percorso di 140,4 km. La vittoria fu appannaggio del tedesco Paul Voss, che terminò la gara in 3h 36' 38" alla media di 38,886 km/h precedendo l'austriaco Gregor Mühlberger e lo sloveno Jan Tratnik.
Al traguardo del Nürburgring 21 ciclisti, dei 108 alla partenza, portarono a termine la competizione.

## Squadre e corridori partecipanti
| N.    | Cod. | Squadra                |
| ----- | ---- | ---------------------- |
| 1-5   | TGA  | Team Giant-Alpecin     |
| 11-18 | BOA  | Bora-Argon 18          |
| 21-28 | SSG  | Stölting Service Group |
| 31-38 | CCC  | CCC Sprandi Polkowice  |
| 41-45 | GAZ  | Gazprom-RusVelo        |
| 51-56 | VAT  | Verva ActiveJet        |
| 62-68 | ASP  | AC Sparta Praha        |
| 71-78 | AMP  | Amplatz-BMC            |

| N.      | Cod. | Squadra                   |
| ------- | ---- | ------------------------- |
| 82-88   | PFG  | CK Příbram Fany Gastro    |
| 91-98   | HAC  | Hrinkow Advarics Cycleang |
| 101-108 | RNR  | rad-net Rose Team         |
| 111-117 | RBD  | Rietumu-Delfin            |
| 122-126 | THF  | Team Heizomat             |
| 131-138 | TKG  | Team Kuota-Lotto          |
| 142-148 | SVL  | Team Sauerland            |
| 151-157 | VBG  | Team Vorarlberg           |

## Ordine d'arrivo (Top 10)
| Pos. | Corridore           | Squadra     | Tempo    |
| ---- | ------------------- | ----------- | -------- |
| 1    | Paul Voss           | Bora        | 3h36'38" |
| 2    | Gregor Mühlberger   | Bora        | a 1'21"  |
| 3    | Jan Tratnik         | Amplatz     | a 1'32"  |
| 4    | Emanuel Buchmann    | Bora        | a 1'34"  |
| 5    | Davide Rebellin     | CCC         | s.t.     |
| 6    | Patrick Konrad      | Bora        | a 4'02"  |
| 7    | Nikias Arndt        | Giant       | a 4'20"  |
| 8    | Raphael Freienstein | Kuota-Lotto | s.t.     |
| 9    | Andreas Schillinger | Bora        | s.t.     |
| 10   | Cesare Benedetti    | Bora        | s.t.     |